# Bartonella bacilliformis
Espèce
Bartonella bacilliformis est une bactérie agent de la maladie de Carrion. Cette maladie infectieuse, non contagieuse, endémique, est transmise d'humain à humain par un diptère de la famille des Psychodidae), Lutzomyia verrucarum (Townsend, 1913), hôte intermédiaire et vecteur.
La maladie de Carrion présente deux phases évolutives longtemps considérées comme des maladies autonomes : une phase hématique ou fièvre d'Oroya, et une phase histioïde ou verruga du Pérou.
Cette infection est également connue sous les termes pian hémorragique et bouton d'Amboine.

## Distribution géographique et importance
Nettement localisée en Amérique du Sud intertropicale, elle sévit uniquement dans les hautes vallées de la cordillère des Andes, entre 800 et 3 000 mètres d'altitude, dans une bande de moins de 150 kilomètres de large, allant du 2e parallèle Nord au 13e parallèle Sud.
Très redoutée, la fièvre d'Oroya tuait autrefois près de 50 % des malades. L'antibiothérapie, très active sur Bartonella, a totalement transformé le pronostic mais reste sans action sur les lésions de la phase histioïde qui aboutit à la mort dans 5 % des cas.

## Historique
La maladie de Carrion doit son nom à Daniel Alcides Carrión (1857-1885), étudiant en médecine à l'Université nationale principale de San Marcos, qui le 27 août 1885 s'est fait inoculer volontairement le contenu d'une verrue provenant d'une patiente affectée par la verruga du Pérou. Vingt-et-un jours après cette inoculation, Carrión a constaté l'apparition des symptômes de la fièvre de l'Orroya. Il a effectué lui-même le suivi clinique de l'affection jusqu'au 26 septembre, date à partir de laquelle il en fut incapable au vu de l'aggravation des symptômes. Carrión est mort de la fièvre d'Oroya le 5 octobre 1885, apportant par son expérience la preuve que la verruga du Pérou et la fièvre d'Oroya sont dues à une seule et même cause.

## Clinique
Après une incubation muette d'une à quatre semaines et une invasion progressive sans signes pathognomoniques, on entre dans la première période d'état : phase hématique dont le tableau est celui de la fièvre de Oroya.

Sur fond d'hyperalgies, maux de tête, douleurs articulaires itinérantes, douleurs profondes des os longs et de fièvre déconcertante par son intermittence et ses irrégularités, apparaissent les signes d'une anémie pernicieuse grave avec chute du nombre des hématies à 1 000 000 ou même 500 000 par millimètre cube. C'est là le résultat de l'attaque de 90 % des hématies circulantes par les bartonella et de leur destruction par le système réticulohistiocytaire.

Cette phase dure de deux à cinq semaines et, dans près de la moitié des cas, aboutit à la mort, le plus souvent du fait d'affections intercurrentes, salmonelloses en particulier.

Dans les cas favorables apparaît la « crise » au cours de laquelle la fièvre tombe, les bartonella disparaissent du sang, l'anémie régresse et le malade reprend le dessus. Au bout d'une semaine, la phase hématique est terminée.
Ce n'est qu'une guérison apparente, simple phase intermédiaire asymptomatique d'une à deux semaines avant le début de la phase histioïde avec son tableau classique de Verruga du Pérou.

L'invasion, ou période pré-éruptive, de 15 à 20 jours, déconcerte par ses malaises, son état fiévreux et ses symptômes divers évoquant tour à tour paludisme, brucelloses ou bien d'autres maladies.
Puis, après régression des symptômes, on entre dans la période d'état, caractérisée par une double éruption :
- papillaire superficielle du visage et des extrémités, aboutissant aux « verrues » rouges, hémisphériques, de la taille d'un pois ;
- nodulaire profonde, dermique, évoluant vers la surface et donnant ces énormes papillomes pédonculés et saignants (les « mulares ») ou sous-dermiques, allant créer vers l'intérieur des dégâts considérables des nerfs, des méninges, des os, de l'œil ou amenant obstructions ou hémorragies.

L'évolution se fait en plusieurs mois vers la guérison. Seules les lésions profondes sont suivies de mort, dans 5 % des cas.

## Diagnostic
Le diagnostic clinique est relativement facile dans les pays où l'affection n'est que trop connue.
La confirmation de laboratoire comprendra l'hémoculture, les réactions sérologiques, la découverte, dans les épithéliums colorés au Giemsa, des Bartonella et des « inclusions de Rocha-Lima ».

## Traitement
La pénicilline et la streptomycine sont très actives contre les Bartonella. On préférera cependant le chloramphénicol, moins actif mais très efficace contre les salmonellas de surinfection, grandes causes de mortalité.